# Jean de Corbeil
Jean de Corbeil, señor de Gretz en Brie, mariscal de Francia desde 1308.
Concluyó en el año 1315, en nombre del rey Luis X de Francia, la paz con el hijo del conde de Flandes, Roberto de Béthune. La parte más importante de su carrera se desarrolló en Flandes. Allí se encontraba en 1318, a las órdenes Luis, conde de Évreux.
En el Trésor des Chartres du roi aparece que murió a finales de ese mismo año.

## Blasón
| Figura | Blasón                                                         |
|        | De oro, con un dragón en vuelo en sinople, lampasado de gules. |